# La ronda de los presos
La ronda de los presos es un óleo sobre lienzo realizado por el pintor holandés Vincent van Gogh, realizado en 1890 y conservado en el Museo Pushkin.

## Descripción

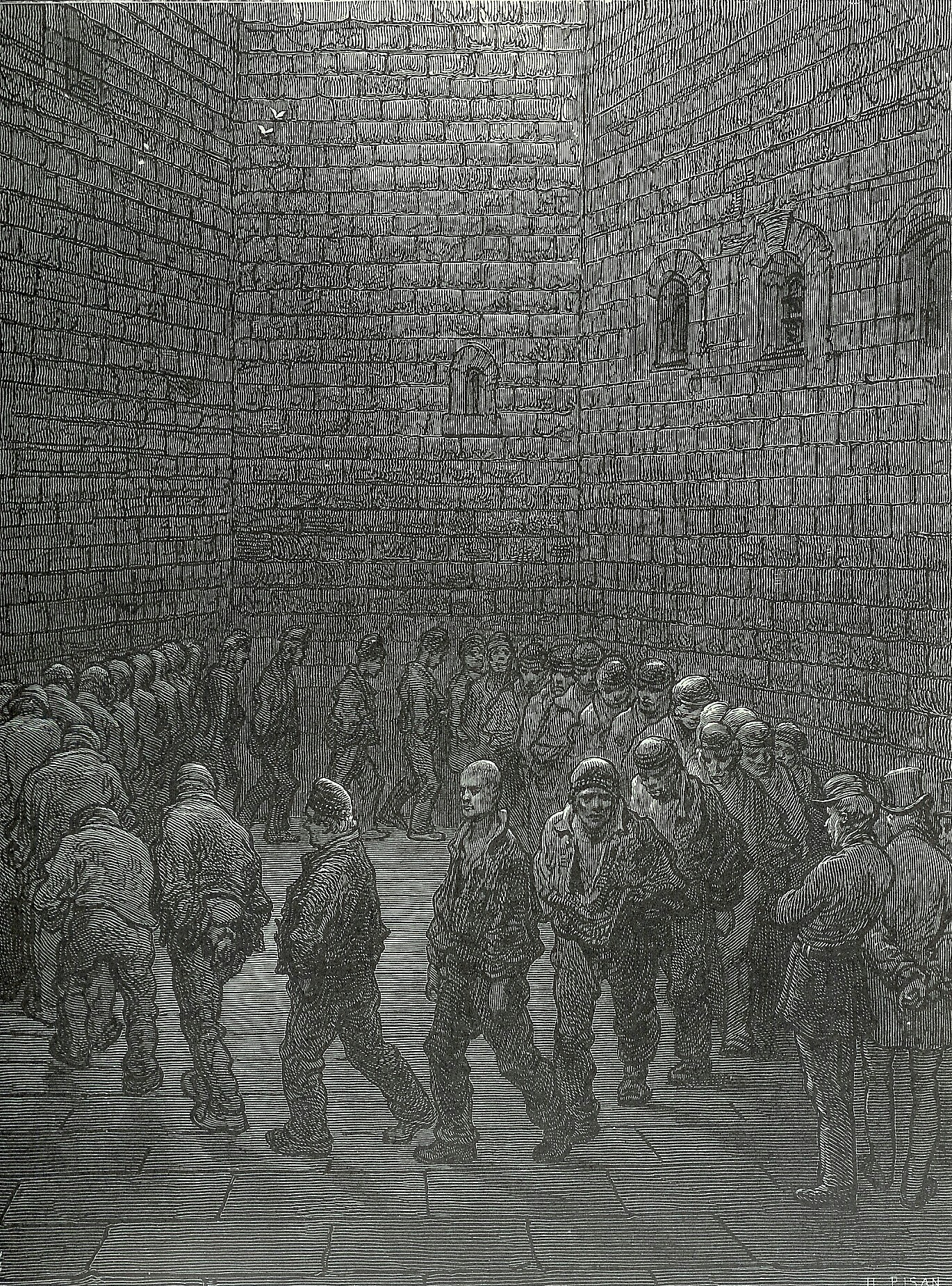
Gustave Doré, Newgate: The Exercise Yard (1872)

Van Gogh lo pintó en el manicomio de Saint-Rémy, y no es original, está basado en un grabado en blanco y negro de Gustave Doré, en este periodo Van Gogh estaba recluido en aislamiento en el manicomio de Saint-Rémy-de-Provence y al no poder salir, copió estampas de varios artistas como Honoré Daumier, Jean-François Millet o Doré, que había publicado este grabado en el libro London, a Pilgrimage con e título Newgate: The Exercise Yard. El tema de Doré ciertamente refleja el estado de ánimo atormentado, depresivo y autodestrutivo de Van Gogh.
La escena se ambienta en una «fosa de serpientes» con forma poligonal de paredes de ladrillo cuyo alto no vemos aunque nos invita a huir de este patio claustrofóbico y oprimente. Cada veleidad de esperanza se frustra funestamente también con ese pavimento de grandes piedras que, reflejando adicionalmente la irreal luz azul que inunda la escena, la empantana en una atmósfera asfixiante y alucinada. El sentido de eterno retorno de los prisioneros da la sensación exasperada de quizá cierto escape en el aire al rotar sin fin apáticos y cansados. Algunos de ellos observan el drama humano con cierta altanería burguesa. Uno de ellos observa al espectador, es el único sin gorra y sus brazos caen inertes mientras sus compañeros llevan las manos en los bolsillos o detrás en la espalda. Se distingue, pues, de la masa anónima e informe, se da cuenta de cómo se ha violentado su humanidad y parece quererse quitar la máscara impuesta por la sociedad. Según algunos críticos este personaje se trataría del mismo Van Gogh, quien incomprendido e inadaptado desea amar al próximo. Pero en toda esta tristeza permanece un anhelo de esperanza. Dos mariposillas vuelan hacia arriba con sus alas frágiles y blancas.